# 布夫·邦瑟
約翰·保羅·「布夫」·邦瑟（英語：John Paul "Boof" Bonser，1981年10月14日—）出生於美國佛羅里達州聖彼德斯堡，前美國職棒大聯盟投手，曾為中華職棒統一7-ELEVEn獅隊的後援投手，使用的登錄名為「邦勝」。

## 高中時期
邦瑟畢業於聖彼德斯堡的吉布斯高中，在高中四年的時間裡，作為投手的邦瑟一共投出了24勝9敗、防禦率1.99的成績。高中的最後一年，邦瑟投出了7勝3敗、防禦率1.88的成績，打擊方面，他擊出11支全壘打，打擊率為5成23。他被選為2000年皮尼拉斯縣年度最佳高中球員，並參加當年佛羅里達州全明星賽。

## 職業生涯

### 小聯盟時期
邦瑟在2000年美國職棒大聯盟選秀上被舊金山巨人在第一輪21順位選中。隨後他在短期1A的薩勒姆凱澤火山開始自己的職業生涯。2001年他在1A的哈吉斯城太陽表現出色，拿到南大西洋聯盟最多的16勝，三振數（178次）排名聯盟第二，並拿到了聯盟年度最佳投手的榮譽和入選了全明星賽。這個賽季後他將名字從約翰·保羅改成了他兒時的暱稱布夫。
隨後的兩年邦瑟在巨人隊小聯盟中穩步上升，2003年季末升到了3A的佛列斯諾灰熊。同年的11月14日，他和喬·內森、弗朗西斯科·利瑞安諾一起被送到明尼蘇達雙城，交換A·J·皮爾辛斯基。2004年邦瑟從雙城2A的新不列巔石貓的起步，隨後升上3A的羅徹斯特紅翼。
2001年之後，邦瑟再也沒有投出像當年出色的成績，做為頂級新秀的身份也有所褪色。直到2006年在紅翼隊開季投出防禦率2.01的成績，他才升上大聯盟。

### 明尼蘇達雙城
2006年5月17日，邦瑟首次被叫上大聯盟，頂替發揮不佳的凱爾·洛什的先發位置。5月21在對密爾瓦基釀酒人的比賽中，邦瑟首次登板亮相，主投六局送出8次三振，僅掉1分。6天之後他拿到了他在大聯盟的第一場勝投，他主投5局失4分，幫助球隊以9比4戰勝西雅圖水手。

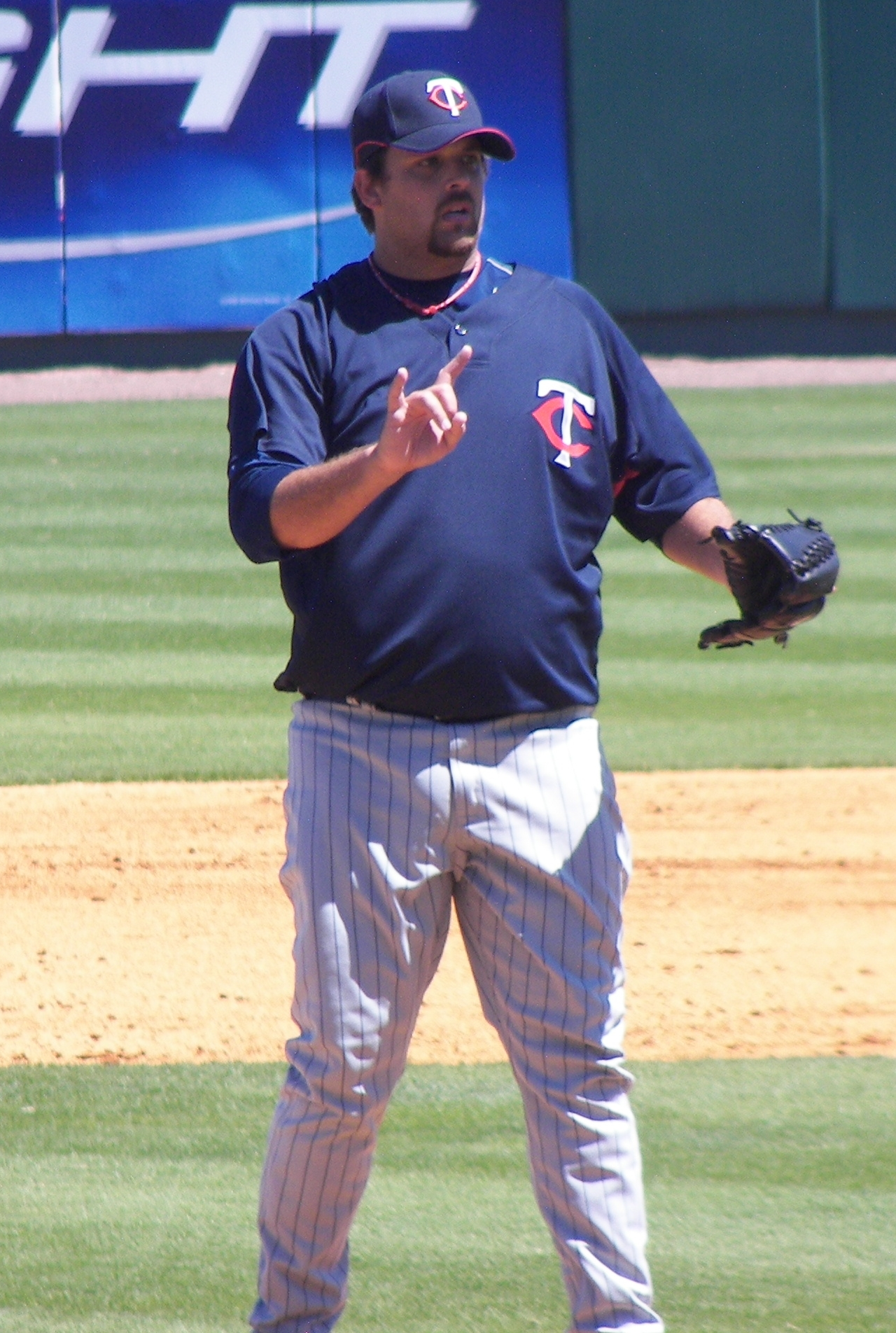
2007年，於明尼蘇達雙城隊時期。

在7月4日對堪薩斯市皇家糟糕的表現之後，邦瑟被降回3A。一個月之後他又被升上大聯盟，頂替受傷的利瑞安諾。回到大聯盟後，雖然他連續兩場表現不佳，均吞下敗投，但雙城隊總教練羅恩·加登海爾還是決定將他留在先發輪值表中。他也沒有辜負教練的期望，在9月份投出4勝1負的成績，並拿到單月最佳新人的稱號。由於雙城投手群的受傷，他在季後賽中擔當2號投手的角色，在對奧克蘭運動家的比賽中主投6局失2分，無關勝敗，但雙城最終還是負於對手。
2007年是邦瑟在大聯盟第一個完整的賽季。他開季擔任球隊的2號先發投手，僅次於尤漢·山塔納。他開季連續投出多場優質先發的比賽，但在亡兵紀念日後僅投出2勝9敗的成績。整個賽季他拿到8勝12敗、防禦率5.10的成績，並有136次的三振。這個賽季他的續航力受到球團的質疑，因此球團要求他減肥。邦瑟按照要求改成了更加健康的飲食結構，並加強鍛煉。2008年賽季開始前邦瑟減了30磅。但減肥並沒有幫助他提高成績，前兩個月僅投出2勝6敗、防禦率6.16的成績。隨後他被調入牛棚，斯科特·貝克取代了他的先發位置。作為中繼投手，邦瑟也僅投出了防禦率5.88的成績。
2009年2月25日邦瑟接受手術，修復肩肘，他也因此錯過了整個2009賽季。12月8日邦瑟被球隊DFA。

### 波士頓紅襪
2009年12月10日，邦瑟被交易到波士頓紅襪。2010年開季階段他一直待在傷兵名單中，直到6月9日才登上大聯盟。但他僅代表紅襪隊投了兩場比賽，在兩局的投球中失6分，隨後便被球隊DFA。

### 奧克蘭運動家
2010年7月2日，奧克蘭運動家隊與邦瑟簽約；球季結束後，他成為自由球員。

### 統一7-ELEVEn獅
2013年，邦瑟來到台灣尋找機會，加人中華職業棒球大聯盟的統一7-ELEVEn獅隊，使用的登錄名為「邦勝」。

## 職棒生涯成績
美國職棒成績：
| 年度 | 球隊 | 勝場 | 敗場 | 防禦率 | 場次 | 先發 | 完投 | 完封 | 中繼 | 救援 | 局數  | 被安打 | 被全壘打 | 四壞 | 奪三振 | WHIP |
| 2006 | MIN  | 7    | 6    | 4.22   | 18   | 18   | 0    | 0    | 0    | 0    | 100.1 | 104    | 18       | 24   | 84     | 1.28 |
| 2007 | MIN  | 8    | 12   | 5.10   | 31   | 30   | 0    | 0    | 0    | 0    | 173.0 | 199    | 27       | 65   | 136    | 1.53 |
| 2008 | MIN  | 3    | 7    | 5.93   | 47   | 12   | 0    | 0    | 2    | 0    | 118.1 | 139    | 16       | 36   | 97     | 1.48 |
| 2010 | BOS  | 0    | 0    | 18.00  | 2    | 0    | 0    | 0    | 0    | 0    | 2.0   | 6      | 0        | 2    | 0      | 4.00 |
| 2010 | OAK  | 1    | 0    | 5.09   | 13   | 0    | 0    | 0    | 3    | 0    | 23.0  | 27     | 2        | 6    | 17     | 1.43 |
| 2010 | 合計 | 1    | 0    | 6.12   | 15   | 0    | 0    | 0    | 3    | 0    | 25.0  | 33     | 2        | 8    | 17     | 1.64 |
| 4年  | 4年  | 19   | 25   | 5.18   | 111  | 60   | 0    | 0    | 5    | 0    | 416.2 | 475    | 63       | 133  | 334    | 1.46 |

中華職棒成績：
| 年度 | 球隊 | 勝場 | 敗場 | 防禦率 | 場次 | 先發 | 完投 | 完封 | 中繼 | 救援 | 局數 | 被安打 | 被全壘打 | 四壞 | 奪三振 | WHIP |
| 2013 | 統一 | 1    | 0    | 1.76   | 11   | 0    | 0    | 0    | 4    | 1    | 15.1 | 11     | 1        | 0    | 8      | 0.72 |
| 2014 | 統一 | 3    | 3    | 3.23   | 40   | 0    | 0    | 0    | 16   | 3    | 39.0 | 46     | 1        | 10   | 28     | 1.44 |
| 2年  | 2年  | 4    | 3    | 2.82   | 51   | 0    | 0    | 0    | 20   | 4    | 54.1 | 57     | 2        | 10   | 36     | 1.23 |

## 獎項
中華職棒總冠軍：2013年

## 外部連結
- 布夫·邦瑟在台灣棒球維基館上的頁面（繁體中文）
- 布夫·邦瑟在美國職棒官網（英语）
- 布夫·邦瑟在中華職棒官網
- 布夫·邦瑟在Baseball-Reference.com（大聯盟）（英语）
- 布夫·邦瑟在Baseball-Reference.com（小聯盟以及海外聯盟）（英语）
- 布夫·邦瑟在ESPN（MLB）（英语）
- 布夫·邦瑟在FanGraphs.com（英语）
- 布夫·邦瑟在Retrosheet（英语）
- 布夫·邦瑟在The Baseball Cube（英语）